# VfB Tilsit
VfB Tilsit was een Duitse voetbalclub uit het Oost-Pruisische Tilsit, dat tegenwoordig het Russische Sovjetsk is.

## Geschiedenis
De club werd in 1912 opgericht. In 1924 promoveerde de club naar de Bezirksliga Tilsit, een van de zeven competities die de voorronde vormden van de Oost-Pruisische competitie. In 1926 werden deze Bezirksliga's vervangen door de Ostpreußenliga, waar de club zich niet voor plaatste. Na vier seizoenen werd deze competitie weer afgevoerd en kwamen er drie Bezirksliga's. VfB ging nu in de Bezirksliga Nord spelen. De club werd laatste en moest via de eindronde het behoud verzekeren, wat ook lukte. Het volgende seizoen degradeerde de club wel. In 1932/33 speelde de club de eindronde om te promoveren, maar werd hierin afgedroogd door FC Preußen Gumbinnen.
Na de competitiehervorming van 1933 ging de club in de Bezirksklasse (tweede divisie) spelen. Na twee seizoenen werd de competitie hervormd. De clubs uit de Gauliga Ostpreußen en de beste teams uit de Bezirksklasse speelden samen voor drie seizoenen in de Bezirksklasse, waarvan de top twee van elke reeks zich telkens plaatste voor de eigenlijke Gauliga. VfB speelde in het district Gumbinnen. De club had zware concurrentie van stadsrivalen Tilsiter SC en MSV von der Goltz Tilsit. Na drie seizoenen werd de Gauliga herleid naar één reeks en daar kwalificeerde de club zich niet voor.
Nadat de club in 1939 vicekampioen werd konden ze het volgende jaar groepswinnaar worden, in de promotie-eindronde verloren ze echter van Freya-VfR Memel. Twee jaar later konden ze wel promotie afdwingen nadat ze SpVgg Memel versloegen in de finale. Echter trok de club zich het volgende seizoen terug uit de competitie. In het laatste seizoen voor het einde van de oorlog keerde de club terug naar de Bezirksklasse en eindigde in de middenmoot.
Na het einde van de Tweede Wereldoorlog werd Oost-Pruisen verdeeld onder Polen en de Sovjet-Unie. Alle voetbalclubs werden ontbonden en niet meer heropgericht.